# Thagona crassilinea
Thagona crassilinea är en fjärilsart som beskrevs av Paul Dognin 1923. Thagona crassilinea ingår i släktet Thagona och familjen tofsspinnare. Inga underarter finns listade i Catalogue of Life.